# Seznam dezinformačních webů v češtině
Toto je seznam zpravodajských a publicistických webů, které jsou považovány za šiřitele dezinformací. Často se podílí na šíření agendy nazývané ruská propaganda či prokremelská dezinformační kampaň. Nejvýznamnější ucelený seznam byl uveřejněn Hospodářskými novinami na základě databáze serveru Neovlivní.cz, sestavený podle návštěvnosti za listopad 2018. Právě redakce Neovlivní.cz sestavila první seznam kremelské propagandy, a to už v roce 2015. Odhalování dezinformačních webů se však věnuje řada dalších novinářů a organizací. Spolek Nelež, který radí zadavatelům internetové reklamy, svůj seznam 21 (roku 2022) „nejvíce toxických“ dezinformačních webů sestavil na základě kombinace tří zdrojů: podobně zaměřeného slovenského konšpirátori.sk, analýz velkých mediálních dat společnosti Semantic Visions a hodnocení novinářských standardů dle Nadačního fondu nezávislé žurnalistiky.
Část těchto webů byla kvůli šíření dezinformací ohledně ruského útoku na Ukrajinu z důvodu ohrožení národní bezpečnosti dne 25. února 2022 sdružením CZ.NIC zablokována. Od 1. března 2022 mobilní operátoři sdružení v Asociaci provozovatelů mobilních sítí zablokovali přístup k dalším 6 webům provozovaným mimo doménu .cz. 25. května 2022 sdružení CZ.NIC vrátilo většinu původně zablokovaných webů do zóny, čímž je opět zpřístupnilo uživatelům.

## Seznam
Weby považované za dezinformační jsou v seznamu řazené abecedně:
| Název webu                                          | Aktivní v dubnu 2022 | HN  | Nelež | Konšp. | URL                        | Vlastník / provozovatel                         | Informace | Zdroje                            |
| --------------------------------------------------- | -------------------- | --- | ----- | ------ | -------------------------- | ----------------------------------------------- | --- | --------------------------------- |
| AC24                                                | zablokován           | Yes | Yes   | 9,1    | ac24.cz                    | Ondřej Geršl                                    | provozuje podnikatel Ondřej Geršl | [ 1 ] [ 10 ] [ 3 ]                |
| Aeronet                                             | zablokován           | Yes | Yes   | 9,7    | aeronet.cz                 | Marek Pešl                                      | autoři příspěvků se skrývají pod pseudonymy, vlastník domény skrytý. V březnu 2020 se reportérům ČT podařilo odhalit provozovatele Marka Pešla. Na začátku roku 2022 byl zablokován, avšak byl o pár měsíců obnoven pod doménou aeronet.news. | [ 1 ] [ 11 ] [ 3 ]                |
| Antiiluminati                                       | ne                   |     |       |        | antiilluminati.net         | Jan Krpenský                                    | Držitelem domény a autorem článků je Jan Krpenský. Web je výrazně proruský a šíří dezinformace např. o globálním oteplování. | [ 12 ]                            |
| Bez politické korektnosti                           | ano                  | Yes | Yes   |        | bezpolitickekorektnosti.cz | Alfa Libera o.s.                                | za webem stojí Radek Velička a Alfa libera, o. s. | [ 1 ] [ 13 ] [ 3 ]                |
| Bohemia Daily                                       | ne                   |     |       |        | bohemiadaily.com           | Haixun                                          | čínský dezinformační web vytvořený v rámci celosvětové kampaně čínskou PR firmou Haixun | ČT, 24.2.2024                     |
| Borea.cz                                            | ne                   |     |       |        | borea.cz                   | Radmila Zemanová-Kopecká                        | Partnerský web Isstras.eu, namířený proti Západu. Provozuje tzv. Institut slovanských strategických studií (ISSTRAS), který založila Radmila Zemanová-Kopecká, bývalá členka Zemanovy SPOZ | [ 15 ]                            |
| CZ24.news                                           | zablokován           |     | Yes   | 9,0    | cz24.news                  |                                                 | jeden z nejaktivnějších dezinformačních webů v češtině. Přináší velké množství dezinformací a konspiračních teorií v souvislosti s pandemií covidu-19 a patří k nejvýznamnějším tuzemským šířitelům ruské propagandy. | [ 16 ] [ 17 ] [ 18 ] [ 19 ] [ 3 ] |
| Czech Free Press                                    | zablokován           | Yes |       | 8,6    | czechfreepress.cz          | Miroslav Suja                                   | vydavatel a šéfredaktor Miroslav Suja (přispěvatel Ladislav Kašuka) | [ 1 ] [ 20 ]                      |
| Česko aktuálně                                      | ne                   |     | Yes   | 8,9    | ceskoaktualne.cz           | MELMAK, s.r.o., Stanislav Makovický             | Držitelem domény je MELMAK, s.r.o.. Texty nejsou podepsané a web byl v minulosti nařčen z šíření ruské propagandy či HOAXů. | [ 22 ] [ 3 ]                      |
| Český portál                                        | ne                   |     |       |        | cesky-portal.cz            | Český portál, o.p.s.                            | webový rozcestník na stránky spadající pod něj | [ 23 ]                            |
| Důležité 24                                         | ano                  |     |       | 8,7    | zpravy.dt24.cz             | Tomáš Frantík                                   | Web obsahově kombinující ezoteriku, odkazy na weby nabízející předražené nefunkční produkty a přebírající články z dalších dezinformačních webů, který se také nazývá Dt24, zakladatelem je Tomáš Frantík z Třebíče. | [ 24 ]                            |
| E-republika                                         | ne                   |     |       | 7,8    | e-republika.cz             | Spolek eRepublika                               | Jako vydavatel je zapsaný spolek eRepublika, šéfredaktorem je Pavel Letko. Obsah publikovaný na E-republice je v drtivé většině zaměřen na dění na Ukrajině a často se mezi články objevují dezinformace. | [ 25 ]                            |
| EUportál                                            | ne                   | Yes | Yes   | 8,9    | euportal.cz                | Český portál, o.p.s.                            | vydával do ledna 2022, kdy ohlásil ukončení provozu, Český portál, o.p.s. Redakci vede Lukáš Petřík a jeho zástupce František Topol, členem správní rady je antisemita Adam B. Bartoš. | [ 1 ] [ 29 ] [ 3 ]                |
| EUrabia                                             | zablokován           |     |       | 8,9    | eurabia.cz                 | Český portál, o.p.s.                            | Přímým nástupcem webu se stal web islamizace.cz vedený protimuslimským a proruským aktivistou Lukášem Lhoťanem. | [ 23 ]                            |
| Eurasia24                                           | ne                   |     |       | 9,2    | eurasia24.cz               | Jiří Ondrášek                                   | Doména je zaregistrovaná na jméno Jiří Ondrášek. Tematicky se zaobírá pouze mezinárodním děním, předně Blízkým východem a Ukrajinou, a to výhradně z ruského pohledu. Sám se označuje za proruský web. | [ 30 ]                            |
| Eurodeník                                           | ne                   | Yes |       | 6,4    | eurodenik.cz               | EKO Velari s.r.o.                               | vydavatelem je firma EKO Velari s.r.o. se sídlem v pražském Bubenči. Společnost je ze 100 % vlastněna ruskými občany. Tři čtvrtě společnosti vlastní podnikatel Valeriy Khegay s trvalým bydlištěm v Moskvě. Zbylých 25 % patří Varvaře Bantser, která má podle volně dostupných informací bydliště v ruském Vladivostoku.                                                                                                  | [ 1 ] [ 31 ]                      |
| EU Server                                           | zablokován           | Yes |       | 8,9    | euserver.cz                | Český portál, o.s.                              | Vydavatelem je Český portál, o.s. | [ 1 ]                             |
| Free Globe                                          | ne                   | Yes |       | 9,4    | freeglobe.cz               | Český portál, o.p.s.                            | vydává Český portál, o.p.s. Šéfredaktorem je Adam B. Bartoš pod pseudonymem Edvard Steinský | [ 1 ] [ 29 ]                      |
| Info kurýr                                          | zablokován           | Yes |       | 9,1    | infokuryr.cz               | PhDr. ThDr. Mgr. Eugen S. Freimann, Ph.D., M.A. | původně známý jako Teplický kurýr. Web je především kompilátem názorových textů a článků převzatých z webů jako Czech Free Press, EUportal, stejně jako nwoo.org nebo putinovská TVZvezda.ru. | [ 1 ] [ 32 ] [ 33 ] [ 34 ]        |
| InfoWars                                            | ne                   |     |       | 9,2    | www.infowars.cz            | Pavel Hlávka                                    | Za webem stojí ředitel rádia Svobodný vysílač Pavel Hlávka. Objevují se zde jména jako Břetislav Olšer nebo Daniel Solis. Kritizuje současnou i bývalou českou politickou scénu v čele s Václavem Havlem. | [ 35 ]                            |
| Institut slovanských strategických studií (ISSTRAS) | zablokován           |     |       | 9,1    | isstras.eu                 | Radmila Zemanová Kopecká                        | Na webu dominuje proruská tematika a ruský pohled na situaci na Ukrajině a zároveň také kritika USA a západu. Web si zaregistrovala bývalá členka Zemanovy SPOZ Radmila Zemanová Kopecká |                                   |
| Islamizace.cz                                       | ano                  |     |       | 8,2    | islamizace.cz              | Lukáš Lhoťan                                    | Přímý nástupce zablokovaného webu EUrabia.cz. Zakladatelem a hlavním přispěvatelem je bývalý aktivista spolku Islám v ČR nechceme Lukáš Lhoťan. Vedle článků o imigraci je zde šířen i prokremelský narativ. |                                   |
| kresadlo.com                                        | ano                  |     |       | 9,3    | kresadlo.com               | Martin Linhart                                  | Vlastník domény je skrytý. Web velmi agresivní formou podává "alternativní výklad" aktuálního dění i různých konspiračních teorií. [zdroj?] | [ 38 ]                            |
| Lajkit                                              | ano                  | Yes |       | 8,3    | lajkit.cz                  | Ondřej Geršl                                    | vlastníkem domény je Ondřej Geršl, který se rovněž podílí na tištěném měsíčníku Vědomí. Redakce je zcela anonymní. | [ 1 ] [ 39 ]                      |
| Megazine                                            | ne                   |     |       |        | megazine.cz                | Michael Sobotík                                 | Doména je v březnu 2024 registrována na jméno Michael Sobotík. Webová stránka se již dezinformacím nevěnuje. Dle popisu se zabývá světem módy, životního stylu a kultury. | [ 40 ]                            |
| Megazprávy                                          | ne                   |     |       |        | megazpravy.cz              | ing. Radek Vilímek                              | Doména je v březnu 2024 registrovaná na jméno ing. Radek Vilímek. Webová stránka se již dezinformacím nevěnuje a aktuálně obsahuje články o financích a pojištění | [ 41 ]                            |
| Národní noviny                                      | ne                   |     |       | 7,8    | narodninoviny.cz           | Rudolf Hruboň                                   | Autor byl pro plagiátorství vykázán z blogů iDNES.cz i Lidovky.cz, založil den24.cz a poté Národní noviny, jež se svou značkou hlásí k odkazu Karla Havlíčka Borovského, s někdejším médiem toho názvu však nemá nic společného. Podle Manipulátoři.cz šíří ruskou propagandu a dezinformace. | [ 42 ]                            |
| Nezdraví                                            | ne                   |     |       |        | nezdravi.cz                | Český portál, o.p.s.                            | vydává Český portál, o.p.s. Šéfredaktorem je Adam B. Bartoš pod pseudonymem Edvard Steinský | [ 23 ]                            |
| Nová Republika                                      | ne                   |     | Yes   | 8,6    | novarepublika.cz           | Ivan David                                      | vlastníkem domény a redaktorem je bývalý psychiatr a zastánce konspiračních teorií Ivan David | [ 43 ] [ 3 ]                      |
| NWOO                                                | zablokován           | Yes | Yes   | 9,7    | nwoo.org                   | Jan Korál                                       | web řídí šiřitel konspiračních teorií Jan Korál Antisemita a tajemník ANM Jan Korál je hospodářem tzv. Výboru národní kultury, který sídlí na stejné adrese jako KSČ v ulici Politických vězňů. | [ 1 ] [ 47 ] [ 3 ]                |
| O čem se mlčí                                       | ano                  |     |       | 8,4    | ocemsemlci.cz              | Stanislav Novotný                               | Alternativní web Stanislava Novotného, součást české dezinformační scény. | [ 48 ]                            |
| OrgoNet                                             | ano                  |     |       | 9,7    | orgo-net.blogspot.com      | Jiří Dratva                                     | Konspirační web používající oblíbenou praktiku ruské propagandy – tzv. odkazování kruhem. U prvních článků je podepsán Ladislav Kopecký jako autor překladů, další příspěvky jsou anonymní, byť autorem je Jiří Dratva (ročník 1988). Často se zde objevují překlady z vysoce obskurního konspiračního webu Whatdoesitmean, obvykle odkazující na neexistující zprávy ruských tajných služeb nebo ministerstva zahraničí.   | [ 49 ] [ 50 ]                     |
| Outsidermedia.cz                                    | ano                  |     | Yes   | 7,8    | outsidermedia.cz           | Stanislav Blaha                                 | Provozuje středoškolský učitel ve společnosti ArtEcon z Hradce Králové. | [ 51 ] [ 52 ]                     |
| Osud.cz                                             | ano                  |     |       | 8,8    | osud.cz                    | Freedom Publicité, s.r.o.                       | Provozuje Freedom Publicité, s.r.o., ve spolupráci s Freedom First, s.r.o., obě vlastněné Jiřím Maškem z Prahy – Čakovic | [ 53 ]                            |
| Otevři svou mysl                                    | ano                  |     |       | 8,9    | www.otevrisvoumysl.cz      | David Formánek                                  | Jedná se o kanál na YouTube a stejnojmennou webovou stránku. Videa jsou poměrně populární, některá mají desítky tisíc zhlédnutí. Podle CZ.NIC za projektem stojí David Formánek z Kojetína. | [ 54 ] [ 55 ] [ 56 ]              |
| Parlamentní listy                                   | ano                  | Yes | Yes   | 7,5    | parlamentnilisty.cz        | Ivo Valenta                                     | původně součást společnosti OUR MEDIA Michala Voráčka, od roku 2016 je většinovým vlastníkem senátor Ivo Valenta. Přetiskují i články ryze prokremelských serverů. Přispěvateli jsou např. Petr Žantovský, Petr Hájek, Stanislav Novotný, Tereza Spencerová, Jan Schneider ad. První zástupce šéfredaktora Parlamentních listů Radim Panenka má exkluzivní přístup k prezidentu Zemanovi a často cestuje s jeho doprovodem. | [ 1 ] [ 58 ] [ 3 ] [ 59 ]         |
| Pařát dnes                                          | ne                   |     |       | 8,3    | paratdnes.cz               | Petr Pokorný                                    | Zakladatel a majitel domény by měl být Petr Pokorný. Vystupuje proti Evropské unii a Západu, obsah je obvykle proruský. Ve velké míře kritizuje česká, zejména veřejnoprávní média. Web již není doplňován a jeho obsah se přesouvá na server Skrytá pravda (www.skrytapravda.cz). | [ 60 ]                            |
| Pravdivě.eu                                         | ano                  |     | Yes   | 9,4    | pravdive.eu                | Radek Mlateček                                  | Profil na sociální síti Facebook | [ 51 ]                            |
| Pravý prostor                                       | ne                   |     | Yes   | 8,9    | www.pravyprostor.cz        | Pravý Prostor Média s.r.o.                      | Web vydává společnost Pravý Prostor Média s.r.o., IČ: 04917529, kterou vlastní Karel Kříž. Server často šíří konspirační teorie a podílí se na vytváření konspiračních narativů. | [ 61 ]                            |
| ProtiProud                                          | zablokován           | Yes | Yes   | 9,5    | protiproud.cz              | Petr Hájek                                      | Vydavatelem je bývalý mluvčí prezidenta Václava Klause, Petr Hájek. Web je dostupný, ale od února 2022 je provozován na nové doméně, kam uživatele přesměruje. | [ 1 ] [ 62 ] [ 3 ]                |
| První zprávy                                        | zablokován           |     | Yes   | 7,1    | www.prvnizpravy.cz         | Easy Communications s.r.o.                      | Provozovatelem webu je firma Easy Communications s.r.o., za kterou kromě šéfredaktora Radomíra Pekárka stojí Jan Holoubek a Jan Fulín, a jejímž polovičním vlastníkem je společnost OUR MEDIA, do jejíhož portfolia patří předně Parlamentní listy. | [ 63 ] [ 3 ]                      |
| Prvopodstata                                        | ne                   |     |       | 9,5    | prvopodstata.com           | Jiří Zbožínek                                   | Doména je registrovaná na jméno Jiří Zbožínek. Zakladatelem protizápadního a konspiračního webu je Jiří Woodman, šéfredaktorem Tomáš Marný. | [ 64 ]                            |
| Rukojmí                                             | zablokován           | Yes | Yes   | 9,3    | rukojmi.cz                 | Marcel Kryl                                     | doménu zaregistroval v březnu 2015 ostravský podnikatel Marcel Kryl, šéfredaktorem serveru byl Břetislav Olšer. | [ 1 ] [ 47 ] [ 3 ]                |
| Skrytá Pravda                                       | zablokován           | Yes |       | 8,6    | skrytapravda.cz            | Petr Pokorný                                    | doména je registrovaná na jméno Petr Pokorný. Stejný člověk vystupuje jako hlavní autor webu i jako jeho provozovatel. | [ 1 ] [ 65 ]                      |
| Smartnews.cz                                        | ne                   |     |       |        | smartnews.cz               | Radmila Zemanová Kopecká                        | Web si zaregistrovala zakladatelka Institutu slovanských strategických studií a bývalá členka Zemanovy SPOZ Radmila Zemanová Kopecká. | [ 66 ]                            |
| Sputnik                                             | zablokován           | Yes | Yes   | 8,4    | cz.sputniknews.com         | Rusko Dnes                                      | oficiální ruská státní rozhlasová stanice a zpravodajská agentura, následovník Hlasu Ruska | [ 1 ] [ 67 ] [ 3 ]                |
| Svět kolem nás                                      | ano                  | Yes |       | 8,8    | svetkolemnas.info          | Ondřej Geršl                                    | vlastníkem domény je Ondřej Geršl. | [ 1 ] [ 68 ]                      |
| Svobodné rádio                                      | ano                  |     |       |        | svobodne-radio.com         | Spolek Svobodné rádio, z. s.                    | Za spolkem stojí Vladimír Kapal. | [ 69 ] [ 70 ] [ 71 ]              |
| Svobodnenoviny.eu                                   | zablokován           |     | Yes   | 9,3    | svobodnenoviny.eu          | Martin Gudbier                                  | Za webem stojí Martin Gudbier z Orlové, který je v kontaktu například s Petrem Hájkem z Protiproudu. Publikuje tu například radikální příznivec Putina, bývalý senátor Jiří Vyvadil, předseda sdružení Přátelé Ruska v České republice. | [ 72 ] [ 3 ]                      |
| Tadesco.org                                         | ano                  |     | Yes   | 9,5    | tadesco.org                | René Koukal                                     | Ezotericko-konspirační web Tadesco vydává brněnský ezoterik René Koukal pod pseudonymem Tomáš Marný. | [ 73 ] [ 3 ] [ 74 ]               |
| Týdeník Občanské Právo                              | ano                  |     | Yes   | 8,8    | tydenikobcanskepravo.cz    | AKORN, o.s.                                     | Sociální Družstvo: Asociace za Komunitní Organizování a sociální Reformy Nyní. Předseda Michal Ulvr. | [ 51 ]                            |
| Vlastenecké noviny                                  | ne                   | Yes | Yes   | 9,3    | vlasteneckenoviny.cz       | Alfa Libera o.s.                                | provozuje mediální skupina Alfa Libera o.s., která až do podzimu provozovala hned několik webů, které šířily proruské vidění světa. Šéfredaktorem je Radek Velička. Roku 2015 se součástí tohoto webu stal jiný prokremelský web Stalo-se.cz, který provozoval Radek Velička, Alfa Libera o.s. | [ 1 ] [ 75 ] [ 3 ]                |
| Zastavme zloděje                                    | ne                   |     |       |        | zastavmezlodeje.com        | Peter Cimerman                                  | Protestní web, který se prezentuje jako aktivita skupiny českých občanů je spojován se jménem Peter Cimerman, což má být slovenský občan. Ani jeho reálnou existenci se ale nepodařilo zjistit, na svém facebookovém profilu používá fotografie z fotobank a internetových databází, které vydává za vlastní. | [ 76 ] [ 77 ]                     |
| Zvědavec                                            | zablokován           | Yes | Yes   | 8,4    | zvedavec.org               | Vladimír Stwora                                 | založil v září 1999 československý emigrant Vladimír Stwora, který žije v Torontu. Web zveřejnil antisemitský příspěvek, za který byl Stwora roku 2009 pravomocně odsouzen k podmíněnému trestu. | [ 1 ] [ 78 ] [ 3 ]                |